# 브루누 기마랑이스
브루누 기마랑이스 호드리기스 모라(포르투갈어: Bruno Guimarães Rodriguez Moura, 1997년 11월 16일 ~ )는 브라질의 축구 선수이다. 현재 잉글랜드 프리미어리그의 뉴캐슬 유나이티드에서 활동하고 있다.

## 클럽 경력

### 아틀레치쿠 파라나엔시
2017년에 프로 무대에서 데뷔를 했다. 2018년부터 주전으로 활약했으며 2019년에는 팀을 리그 4위까지 올리는 활약을 보이며 리그 우승 팀 CR 플라멩구 소속이 아닌 선수로써는 팀 동료인 산투스와 유일하게 브라질 세리에 A 올해의 팀 명단에 들었다. 2019년까지 브라질 리그에서 48경기를 뛰었고 3골과 2개의 도움을 기록하였다. 패스 성공률은 2017년 80퍼센트, 2018년 91.3퍼센트, 2019년 88.4로 준수한 모습을 보였다.

### 올림피크 리옹
아틀레티코와 진하게 링크가 있었다. 그러나 아틀레티코 측은 여름에 그를 영입하길 원하였고 선수 본인은 겨울에 당장 이적하고 싶었기에 영입이 이뤄지지 못하였다.
이후 아스날, 첼시, 올림피크 리옹이 관심을 가졌고 최종적으로 프랑스 리그 1의 올림피크 리옹행을 확정 지었다.
브루누 기마랑이스를 영입한 주니뉴 페르남 부카누 디렉터는 기마랑이스를 '세계 최고의 미드필더'로 만들겠다고 장담했는데, 그를 '컴플리트 미드필더'라 소개했다. 뤼디 가르시아 감독은 '기술이 뛰어나고, 라인을 깨버리는 패스를 넣어줄 수 있는 미드필더'라는 설명을 덧붙이기도 하여 기대감을 주었다.
첫시즌은 19-20시즌은 시즌 중반에 합류해 270분을 뛰는데 그친다.
다음 시즌 20-21 시즌은 주전으로 자리 잡았고 21경기 선발로 나오며 1700분을 뛰었다. 이 시즌 리옹은 리그 4위로 호성적을 거뒀다. 21-22시즌 19경기 선발 1600분을 소화한다. 그리고 시즌 도중 겨울 이적 시장을 통해 뉴캐슬로 자리를 옮긴다.

### 뉴캐슬 유나이티드
아스날에서는 2020-21 시즌 겨울을 기점으로 링크가 꾸준히 뜨고 있는 상황이었으나 리옹은 계속 낫포세일을 선언해 일단 포기하고 2021-22 시즌에 다시 한 번 로마노, 휘틀리 등 공신력 있는 기자들이 아스날이 브루누를 노리고 있다고 컨펌했다. 또한 유벤투스도 2021-22 겨울 시장에서도 임대 후 바이옵션 발동을 노렸다. 유벤투스는 아스널로 임대로 떠날것처럼 보였던  아르투르 멜루의 대체자로 기마랑이스 영입을 원했다는 링크가 떻었다.이와중에 사우디 자본을 얻은 뉴캐슬 유나이티드이 40M의 이적료를 리옹에게 비드했다. 그리고 1월 26일에 뉴캐슬이 기마랑이스의 이적에 대해 리옹과 합의를 마쳤고 기마랑이스에게는 주급 4배를 인상하는 조건을 제시했다고 한다. 1월 29일, 메디컬 진행에 대한 소식이 나왔고, 1월 30일 새벽, 파프리지오 로마노가 HERE WE GO를 외치며 뉴캐슬과의 딜이 오피셜만 남겨둔 상태라는 것이 확실시되었다. 계약 기간은 2026년까지고, 이적료는 €40M+€8M이라고 밝혀졌다.
많은 뉴캐슬 팬들이 설레는 마음으로 데뷔 경기를 기다렸고 24라운드 에버튼전 90분에 투입되어 데뷔전을 치뤘다. 짧은 시간동안 2~3번 정도의 인상적인 모습을 보여주었다. 그 후 에디 하우의 의도인것 같은데 몇경기를 교체로만 찔끔찔끔 나오다가 사우스햄튼전에 리그 첫 선발 출전을 하였다.
뉴캐슬 이적 후 첫 선발 출전에서 그는 코너킥 상황에서 환상적인 힐킥으로 데뷔골을 터뜨렸다. 이는 데뷔전 데뷔골이자 역전골이었고 KOTM에 선정되었다. 32라운드 울브스전에는 뉴캐슬홈에서의 첫 선발경기를 치륐고 훌륭한 기량을 보여주며 스카이스포츠 선정motm에 오른다.
뉴캐슬 5월 이달의 선수에 선정되면서 4월에 이어 두 달 연속으로 팀의 이달의 선수 수상자가 되었다.
1월 말 이적 후 뉴캐슬에서의 최종 기록은 17경기 5득점이다.

## 국가대표 경력
- 2020년 하계 올림픽
- 2022 FIFA 월드컵
- 2024 코파 아메리카

## 수상

#### 아틀레치쿠 파라나엔시
- 코파 두 브라실 : 2019
- 캄페오나투 파라나엔시 : 2018
- 코파 수다메리카나 : 2018
- 코파 수다메리카나 챔피언십 : 2019

#### 뉴캐슬
- EFL컵 : 2024-25

#### 브라질
- 하계 올림픽 금메달 : 2021

### 개인
- 캄페오나투 브라실레이루 세리 A 올해의 팀 : 2019
- 남미 프레 올림픽 대회 MVP : 2020
- 북동부 FWA 올해의 선수 : 2022